# Hylarana temporalis
Hylarana temporalis är en groddjursart som först beskrevs av Günther 1864.  Hylarana temporalis ingår i släktet Hylarana och familjen egentliga grodor. IUCN kategoriserar arten globalt som nära hotad. Inga underarter finns listade i Catalogue of Life.